# Réserve naturelle de Bargouzine
La réserve naturelle de Bargouzine (en russe : Баргузинский запове́дник, Bargouzinski zapovednik) est une réserve naturelle de Russie d'une superficie de 3 740 km2, située dans la république russe de Bouriatie en Sibérie à 300 km au nord d'Oulan-Oude. La réserve a été instituée le 29 décembre 1916 en bordure de la rive centrale-est du lac Baïkal. Elle a été également reconnue réserve de biosphère par l'Unesco en 1978.

## Géographie

### Localisation
La réserve de Bargouzine se situe à 300 km au nord-est d'Oulan-Oude, la ville la plus proche. Elle s'étend sur 100 km de longueur et 55 km de largeur maximales pour une surface totale protégée de 3 740 km2.
De nombreuses aires protégées entourent le lac Baïkal : à l'ouest se trouve la plus grande, la réserve naturelle Baïkal-Léna (6 600 km2) créée en 1986 ; en Bouriatie au sud la réserve naturelle du Baïkal (1 657 km2) créée en 1969, à l'est la réserve naturelle de Bargouzine (3 740 km2) créée en 1916, et enfin au nord-est la Réserve naturelle Djerguinski (2 380 km2) créée en 1992. À ces réserves s'ajoutent les parcs nationaux du Zabaïkal, du Pribaïkal et de la Tounka créés dans la seconde moitié du XXe siècle.

### Hydrographie
La réserve se trouve en bordure du lac Baïkal qu'elle longe sur environ 100 km. Dans le secteur de haute montagne, elle est traversée par les rivières Bargouzine et Davcha et des lacs parsèment la prairie et la toundra en altitude.

### Climat
Le climat présent sur la réserve est de type continental. Les relevés météorologiques effectués à Oulan-Oude sont applicables à la réserve :
| Mois                              | jan.  | fév.  | mars  | avril | mai  | juin | jui. | août | sep. | oct. | nov.  | déc.  | année |
| --------------------------------- | ----- | ----- | ----- | ----- | ---- | ---- | ---- | ---- | ---- | ---- | ----- | ----- | ----- |
| Température minimale moyenne (°C) | −28,7 | −25,1 | −15,2 | −4,5  | 2,2  | 9    | 12,7 | 10,9 | 3,6  | −5   | −15,5 | −24,2 | −6,7  |
| Température moyenne (°C)          | −23,8 | −18,7 | −8,1  | 2     | 10,1 | 16,6 | 19,2 | 16,8 | 9,3  | 0,1  | −10,6 | −19,4 | −0,5  |
| Température maximale moyenne (°C) | −17,6 | −11   | 0,1   | 9,4   | 18,1 | 24,1 | 25,8 | 23,3 | 16,4 | 6,9  | −4,7  | −14   | 6,4   |
| Précipitations (mm)               | 4     | 3     | 2     | 5     | 14   | 41   | 69   | 63   | 29   | 8    | 9     | 10    | 257   |

## Géologie
La réserve s'étend principalement sur la chaîne des Monts Bargouzine.

## Histoire
La fondation de la réserve de Bargouzine date de 1916 à des fins de protection de la zibeline, chassée intensivement pour sa fourrure entre 1880 et 1910 et menacée de disparition,. Le gouverneur général d'Irkoutsk prend la décision de classer le site par décret le 16 avril 1912 entrainant la création de l'aire protégée quatre ans plus tard.
En 1926, le gouvernement soviétique crée la réserve de Bargouzine, destinée à la recherche scientifique et fermée au tourisme.

## Faune et flore
La prairie et la toundra d'altitude sont le domaine de l'ours brun et de la marmotte. La zibeline qui a justifié la création de la réserve est de nouveau abondante et tend à dépasser les limites des rives orientales du lac Baïkal. Parmi les autres espèces présentes sur le territoire du parc, on note l'hermine, le renard et le glouton. Sur les rives du lac Baïkal où séjournent une multitude d'oiseaux, l'hôte le plus remarquable est le phoque sibérien. Sont également présents, le cerf, chevrotain, le renne, l'élan et la loutre. Les loups sont par contre assez rares en raison de l'enneigement important de la région.
En altitude, la praire et la toundra dominent où le fugace été engendre une floraison exceptionnelle tant par sa richesse que par sa variété. Dans les zones les plus basses, la taïga remplace la toundra où l'épicéa voisine avec d'autres résineux tels que le pin nain de Sibérie et le pin des Alpes ainsi que plusieurs espèces de sapins et de mélèzes.

## Gestion et réglementation
L'organisme qui gère la réserve se trouve dans la communauté urbaine d'Oust-Bargouzine situé à 40 km au sud. Des abris ont été construits pour permettre aux chercheurs et aux gardes de surveiller les secteurs protégés.

## Tourisme
La réserve est accessible sur son côté sud-oriental par la route P438 (reliant Oulan-Oude à Oust-Bargouzine) et durant l'hiver depuis Irkoutsk par le lac Baïkal gelé.

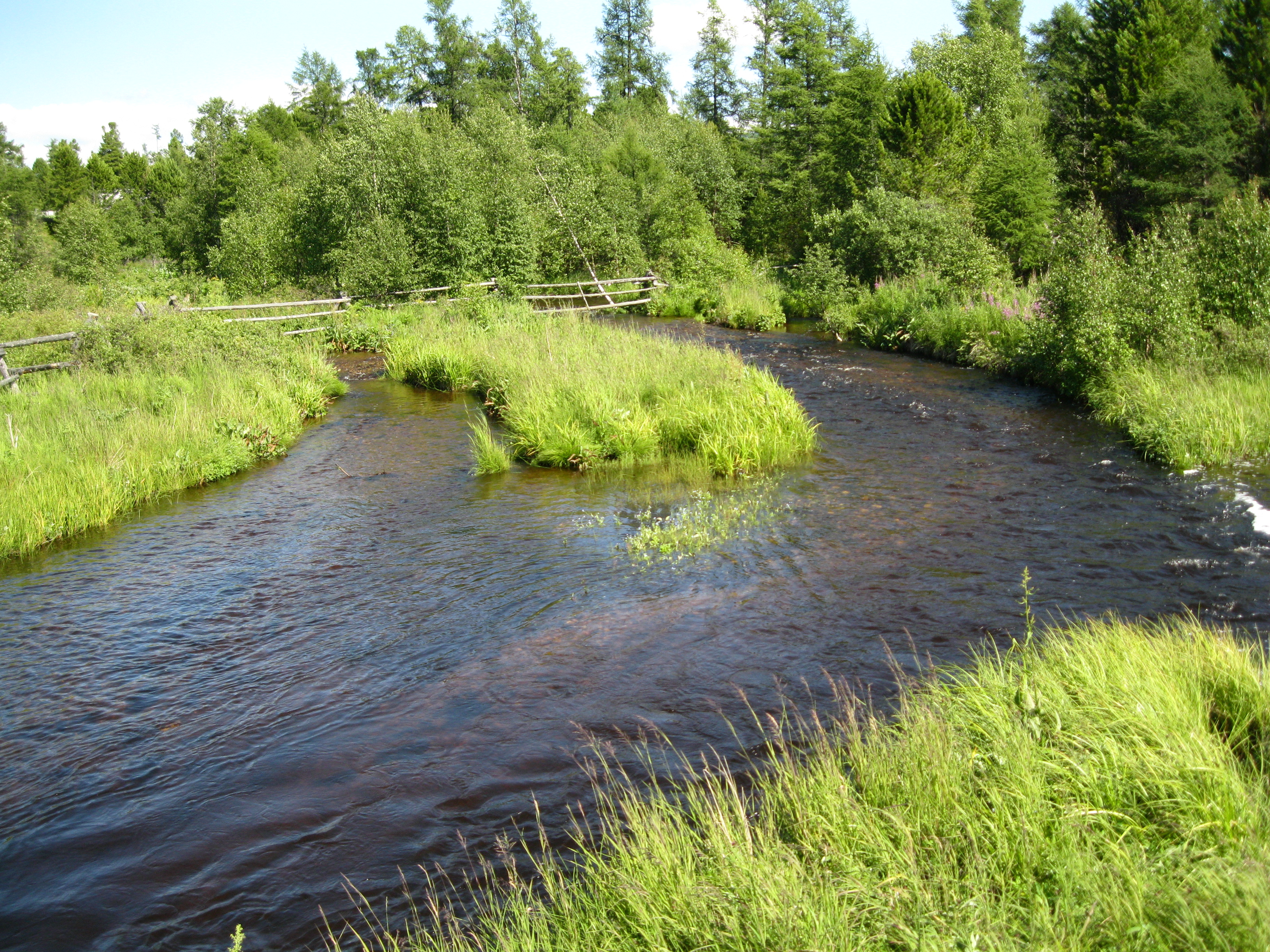
La Davcha
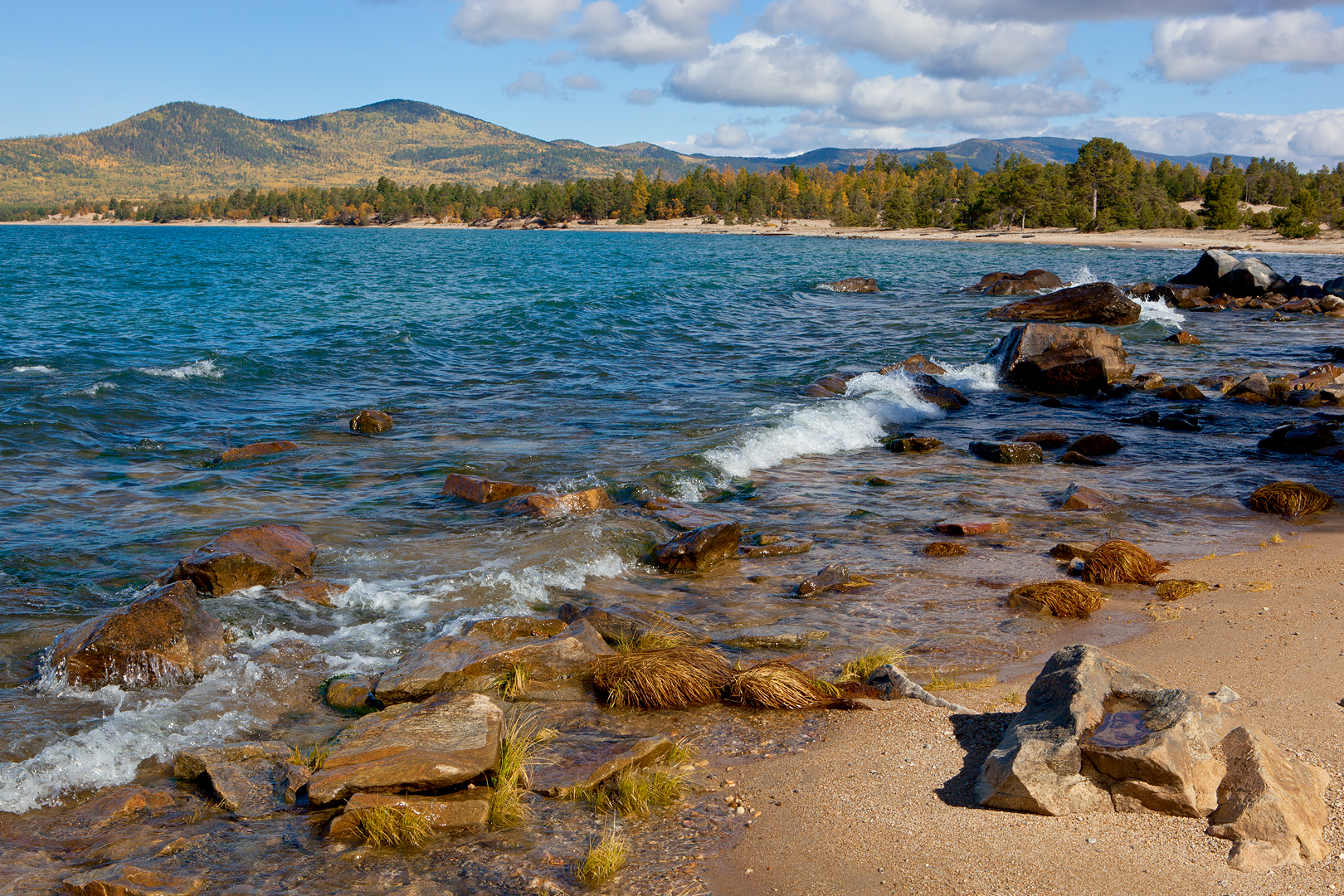
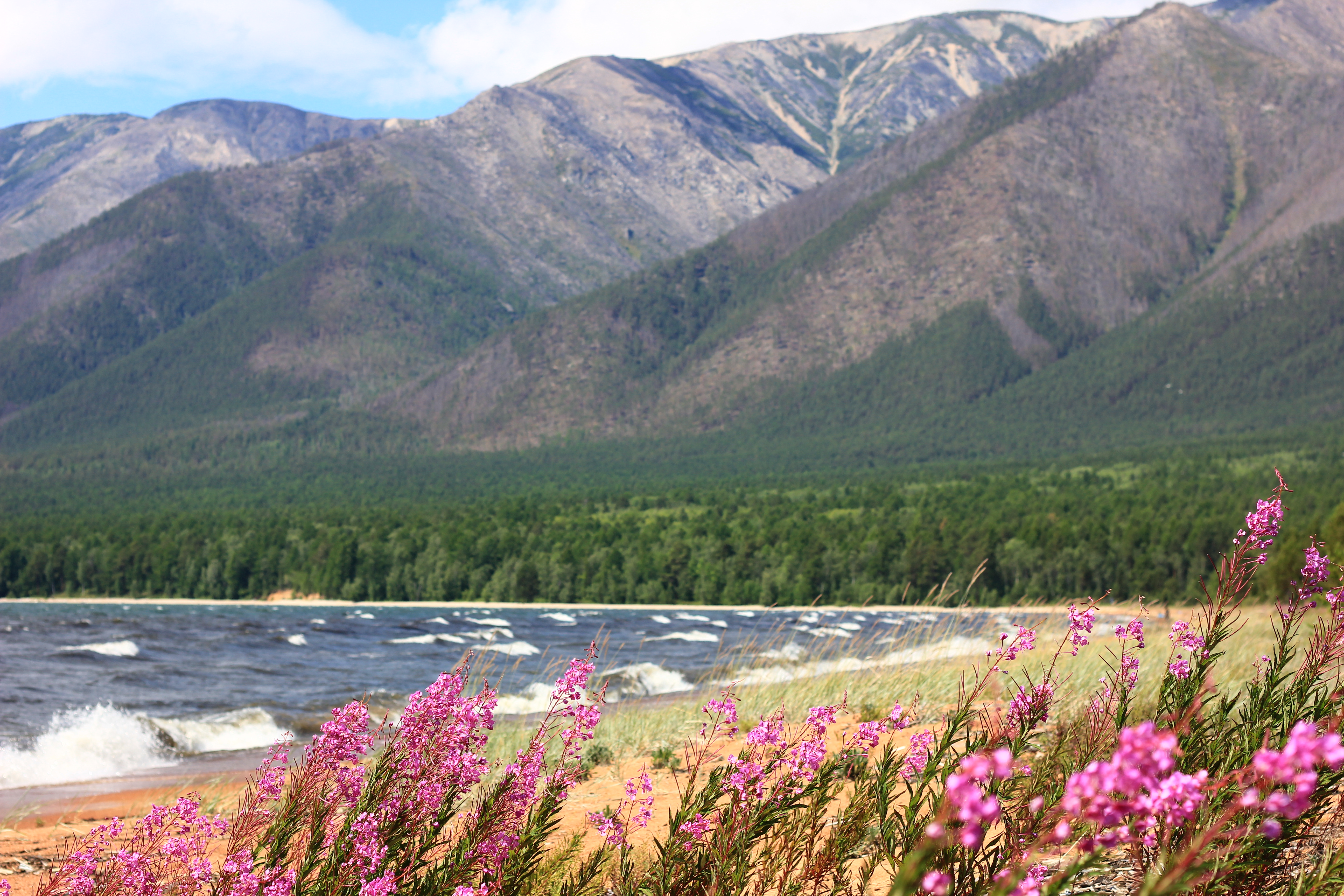
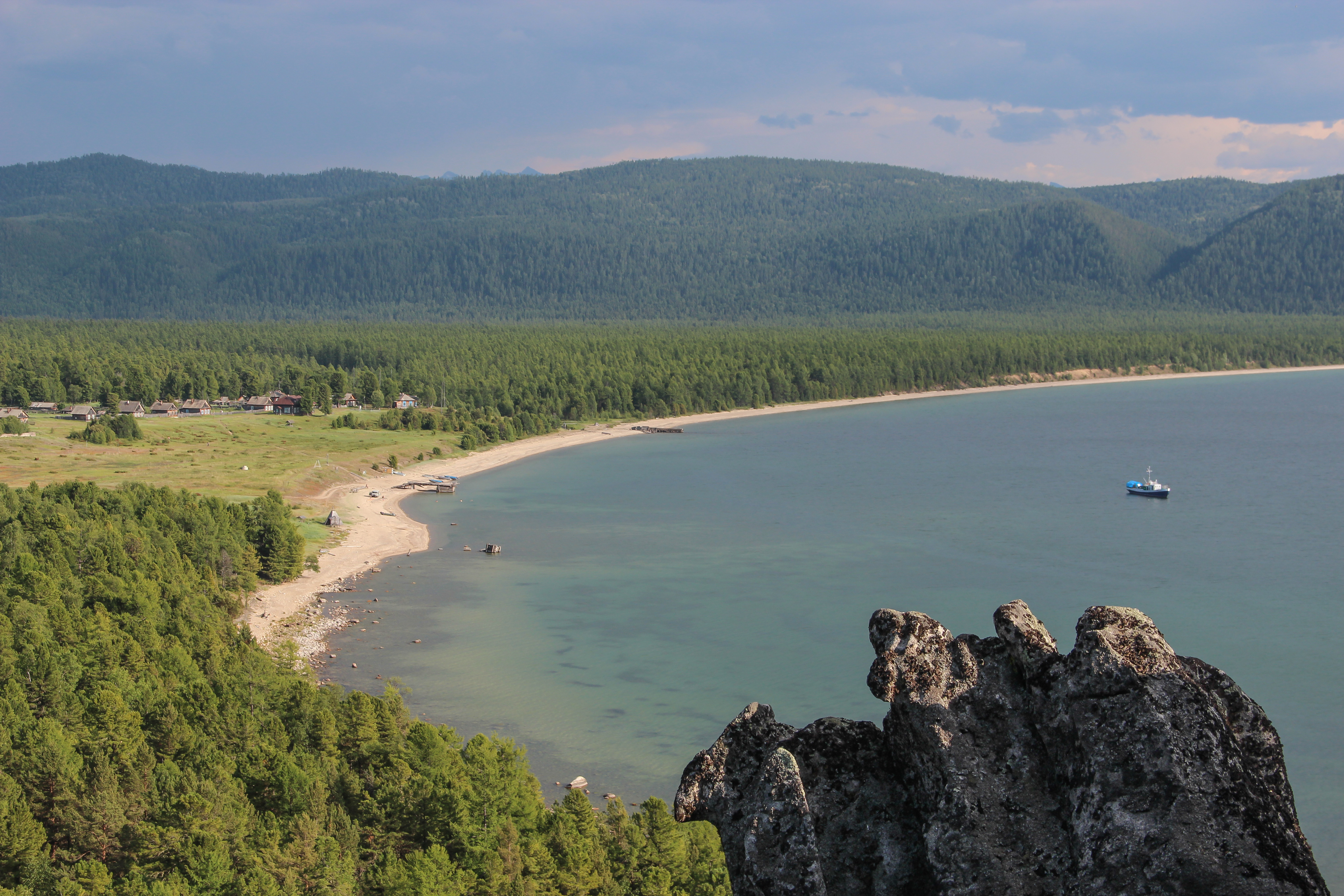